# Mario Pasqualillo
Mario Pasqualillo, pseudonimo di Salvatore Baldi (Napoli, 7 marzo 1892 – Napoli, 3 febbraio 1973), è stato un cantante italiano.

## Biografia
Figlio di Giovanni Baldi, che fu insegnante di canto, studiò musica con il padre e si diplomò al Conservatorio di San Pietro a Majella. Iniziò la sua carriera a dieci anni nel coro dei ragazzi del Teatro San Carlo interpretando le opere Tosca e Fedora, tra i cui interpreti vi era Fernando De Lucia, e fece parte del gruppo della Tarantella Sorrentina sotto la direzione di Gaetano Colucci, attiva nei principali alberghi di Napoli, dove cantò anche in duetti con Florette Patapon.
Nel 1906, a soli quattordici anni, debuttò al Teatro Rossini con il nome d'arte Mario Pasqualillo, suggeritogli dal maestro Rodolfo Falvo, probabilmente in onore del grande Gennaro Pasquariello, per il quale Pasqualillo aveva una grande devozione e al quale fu legato, in seguito, da un'affettuosa amicizia. Al Rossini si tenevano spettacoli di varietà e vi recitava la compagnia diretta da Salvatore De Muto, interprete di Pulcinella. Successivamente venne chiamato dall'impresario Nino Cruciani e si esibì al Teatro Eden di Roma, periodo che segnò l'avvio del suo successo. Da allora divenne un garbato interprete della canzone napoletana, partecipando ad audizioni nelle principali edizioni di Piedigrotta e ai Festival napoletani organizzati da Ernesto Murolo a Sanremo in entrambe le edizioni del 1931-1932 e a Lugano nel 1933.
Ottimo cantante di giacca, nel 1935 fu il primo interprete della canzone Fantasia di Libero Bovio e Nicola Valente e lanciò molte macchiette del duo Pisano-Cioffi. Incluse nel repertorio anche brani di stampo fascista, tra i quali L'ha detto Mussolini, Marcetta nera, e Voce lontana, incidendo per le case discografiche La voce del padrone, Columbia e Fonit.
Si ritirò dalle scene nel 1940, ma negli anni cinquanta fu chiamato dal giornalista Giovanni Sarno per l'Antologia della canzone napoletana, dove registrò Mariannì e, in coppia con Pina Lamara, 'Ndringhete 'ndrà e 'A cura 'e mammà.
Musicò anche alcune canzoni, tra le quali: Scetate, Gennarino Buonocore, Astrigne e vase, Cummannate generà, 'E sciure, Cose 'e ll'ate munno, Commissario riverito, Ossignuria, Pur'ì 'o vulesse fà e Pe' chi se canta.